# Dichlorodifenylotrichloroetan
Dichlorodifenylotrichloroetan (łac. Clofenotanum; DDT, Azotox) – organiczny związek chemiczny z grupy chlorowanych węglowodorów. Stosowany jest jako środek owadobójczy. Syntezę DDT przeprowadził po raz pierwszy w 1874 austriacki chemik Othmar Zeidler. Właściwości owadobójcze tego związku odkrył Szwajcar Paul Müller, za co otrzymał Nagrodę Nobla w 1948 r.
Wykorzystywany był powszechnie od początku lat 40. do początku lat 60. XX wieku. Na większą skalę zastosowano go w czasie II wojny światowej do ochrony wojsk sprzymierzonych przed tyfusem plamistym, roznoszonym przez wszy. Wydawał się wprost idealnym środkiem do ochrony roślin, w latach 60. stosowany na całym świecie w potężnych ilościach.
Toksyczny dla owadów – wnika w sposób kontaktowy przez przewód pokarmowy lub powłoki ciała i powoduje zaburzenia pracy systemu nerwowego owadów.

## Wpływ na środowisko i zdrowie człowieka
Bardzo trwały. Okres połowicznego rozpadu w glebie: 2–15 lat, w wodzie: 56 dni, 28 w rzece. Produkty rozpadu to głównie DDE i DDD, które mają zbliżone właściwości i są jeszcze bardziej trwałe. Odkładają się w tkankach tłuszczowych zwierząt.
DDT jest organochloryną, wykazującą słabą aktywność estrogeniczną, przez co może zaburzać równowagę hormonalną u zwierząt, jak wykazały badania laboratoryjne na myszach i szczurach. Nie potwierdzono tego u ludzi. Teoretyczne objawy ostrego zatrucia DDT u ludzi: wzmożona pobudliwość, zaburzenia koordynacji ruchów, bóle głowy, wymioty i drgawki, zgon na skutek porażenia ośrodka oddechowego i obrzęku płuc. Jednoznaczne potwierdzenie DDT jako trucizny, będącej przyczyną zgonu, nie zostało odnotowane. Przeprowadzono nawet badania, w których ochotnicy spożywali 35 mg DDT dziennie przez prawie 2 lata. Wyniki okazały się kontrowersyjne, ale ustalono przybliżoną dawkę 10 mg/kg powodującą konwulsję. Dawka śmiertelna LD50 przekracza 50 mg/kg. Długotrwała ekspozycja na DDT może zwiększać ryzyko zachorowania na raka piersi.
Początkowo związek uważano za nieszkodliwy dla ssaków i ptaków. W 1949 roku amerykański lekarz M. S. Biskind oskarżył DDT o wywoływanie u dzieci choroby Heinego-Medina, w rzeczywistości wywoływanej przez wirus.
W opublikowanej w 1962 roku książce Silent Spring amerykańska biolog Rachel Carson, pracownik United States Fish and Wildlife Service, oskarżyła przedsiębiorców stosujących DDT o doprowadzenie do wyginięcia całych populacji ptaków, wskazując na związek pomiędzy jego stosowaniem a zbyt cienkimi skorupkami jaj ptaków drapieżnych. Publikacja zaowocowała masową kampanią medialną oraz postępowaniem EPA (Environmental Protection Agency), które po toczących się w latach 1970–1972 przesłuchaniach zakazało stosowania DDT w USA dla innych zastosowań niż ograniczone zastosowanie medyczne. Główne regulacje dotyczyły zakazu stosowania DDT jako pestycyd. Liczne badania sprawdzające wpływ DDT na środowisko wykazały, że u wielu gatunków ptaków ekspozycja na tę substancję wpływa na znaczne zmniejszenie grubości skorupki jaj. Nie został jeszcze zbadany mechanizm, który wywołuje to zjawisko, jednakże podejrzewa się, że p,p'-DDE (pochodna rozpadu DDT) inhibituje ATPazę wapnia i redukuje ilość wapnia absorbowanego z krwi podczas wytwarzania jaja. Przeprowadzono również badania, które wykazały obniżanie jakości skorupki jaja przez o,p'-DDT. Masowe stosowanie DDT spowodowało również istotny spadek liczebności (lokalnie nawet wymarcie) północnoamerykańskich sokołów wędrownych i w konsekwencji znaczne zmniejszenie różnorodności genetycznej tamtejszych populacji.
DDT okazał się początkowo niezwykle skuteczny w walce z malarią. Np. w Sri Lance w 1946 roku na malarię chorowały prawie 3 miliony ludzi, po zastosowaniu DDT liczba przypadków tej choroby spadła do zaledwie kilkunastu. Po zaprzestaniu stosowania DDT do zwalczania malarii (ze względów oszczędnościowych), choroba powróciła i w roku 1969 chorowały na nią ponad 2 miliony mieszkańców Sri Lanki. W 1975 wznowiono użycie DDT, jednak komary zdążyły się uodpornić. Mimo zwiększania dawek, DDT przestało być skuteczne. Prawdopodobną przyczyną było jego równoległe stosowanie na szeroką skalę w rolnictwie.
Zwolennicy zakazu stosowania DDT postulują stosowanie zasady ostrożności. W krajach trzeciego świata DDT w dalszym ciągu jest używany do walki z malarią, a także do zabezpieczania zapasów żywności przed szkodnikami (np. zasypywanie ziaren fasoli).

## Otrzymywanie
DDT może być otrzymywany w reakcji chloralu i chlorobenzenu w obecności kwasu siarkowego według schematu:

## Historia
Pierwszy raz został zsyntetyzowany w 1873 przez Othmara Zieldera, ale jego owadobójcze właściwości zostały odkryte dopiero w 1939 przez szwajcara Paula Müllera, który w 1948 otrzymał Nagrodę Nobla w dziedzinie fizjologii lub medycyny.
Rozgłos i uznanie DDT zdobył podczas II wojny światowej, kiedy był używany przez aliantów jako środek zwalczający wszy i pchły, co chroniło przed przenoszonym przez nie tyfusem plamistym (prawie go eliminując). Dzięki DDT udało się wytępić malarię z Europy i Ameryki Płn., oraz znacznie zredukować jej występowanie w Afryce i Ameryce Płd.
Jako pierwsze zakaz stosowania DDT wprowadziły Norwegia i Szwecja w 1970, Stany Zjednoczone po długich sporach poszły w ich ślady w lecie 1972. W Polsce zakaz wszedł w życie 1976, w Wielkiej Brytanii w 1984. W 2001 ratyfikowano konwencję sztokholmską, podpisaną przez 98 państw, zobowiązujących się do nieużywania bądź znacznego ograniczenia produkcji pestycydów nie ulegających degradacji.

## Walka z malarią
Światowa Organizacja Zdrowia (WHO) podaje, że rocznie malarią zaraża się od 300 do 500 mln ludzi, z czego około 1 mln umiera. 90% ofiar to dzieci afrykańskie poniżej 5. roku życia. Obecnie użycie DDT ogranicza się do ochrony przed komarami (Aedes aegypti, Anopheles culicifacies, Anopheles subpictus), przenoszącymi tę chorobę. Eswatini, Mozambik i Ekwador są przykładami krajów, którym udało się znacznie ograniczyć śmiertelność właśnie dzięki DDT.
W latach 50. udało się zredukować wskaźnik śmiertelności na malarię ze 192 os./100 tys. do 7 os./100 tys. DDT był również stosowany na szeroką skalę w rolnictwie – na 50 hektarów pola wystarczała tona tego środka. Użycie DDT w rolnictwie powodowało z jednej strony największe straty środowiskowe, a z drugiej przyczyniało się do powstawania populacji owadów odpornych na DDT (w szczególności dotyczyło to komarów). Zastosowanie DDT w walce z chorobami takimi jak malaria polegało na spryskiwaniu DDT wnętrz domów, przez co liczba komarów mających kontakt z DDT była ograniczona i trudno było o wykształcenie odporności. W przypadku wykorzystania DDT w rolnictwie spryskiwano DDT ogromne obszary przez co kontakt z pestycydem miały całe populacje, wśród których łatwiej było o wytworzenie odporności.

## Produkcja w Polsce
W Polsce produkcję Azotoksu uruchomiono po II wojnie światowej w 1947 w Zakładach Chemicznych Organika Azot w Jaworznie, a jeden z preparatów zawierających DDT produkowano także w Zakładach Chemicznych Gamrat w Jaśle.

## Preparaty handlowe
Azotox, Ditox, Tritox, Anofex, Cesarex, Chlorophenothane, Dedelo, Dinocide, Didimac, Digmar, ENT 1506, Genitox, Guesapon, Guesarol, Gexarex, Gyron, Hildit, Ixodex, Kopsol, Neocid, OMS 16, Micro DDT 75, Pentachlorin, Rukseam, R50, Zerdane i in.